# Valdarno (pollo)
Valdarno è una razza di pollo italiana, leggera e di tipo campagnolo, presente soltanto nella varietà nera. Presente nelle campagne toscane già nel diciannovesimo secolo, la razza fu riconosciuta nel 1905, per poi estinguersi nella prima metà del ventesimo secolo. La razza è stata recuperata alla fine del Novecento tramite un serio e meticoloso lavoro di selezione ad opera soprattutto dell'avicoltore Fabrizio Focardi, e nel 1998 è ricomparsa tra gli standard delle razze avicole. Prende il nome dal posto in cui era più diffusa e dove presumibilmente nacque, la valle dell'Arno. Da non confondere con la razza recente chiamata Valdarnese, non riconosciuta dalla FIAV.

## Origini
La razza era presente fin dall'Ottocento nelle campagne toscane, più precisamente nel Valdarno inferiore e nella Pianura Pisana. Lo studioso di avicoltura U. Maggi collocò la nascita della razza nella prima metà dell'Ottocento, dichiarando che prima del 1848 nel Valdarno erano presenti soprattutto polli neri aderenti alle caratteristiche della razza. Maggi nel 1905 stilò il primo standard ufficiale della razza Valdarno, durante una relazione al Congresso di Avicoltura di Mantova. Già nei primi decenni del ventesimo secolo la razza divenne piuttosto rara, tanto che più volte scomparve e fu ricostruita, prima da Alessandro Ghigi nel 1922 e poi da Taibel nel 1924. In seguito anche questi ceppi si dispersero velocemente, e la razza fu abbandonata a causa anche del successo che la Livorno stava avendo in Italia e all'estero. La Valdarno fu dichiarata estinta.
Negli ultimi anni del 900 alcuni allevatori italiani si sono interessati al recupero di questa razza ormai perduta, e hanno impiegato le loro forze nel tentativo di ricostituirla. 
Il merito di questo lavoro di selezione va a Fabrizio Focardi, il quale ha utilizzato del pollame trovato nelle campagne senesi dall'allevatore Gabriele Fratalocchi insieme alla francese Bresse nera e soprattutto alla Castigliana. Il risultato di questa paziente opera selettiva sono stati degli esemplari che furono presentati al Campionato Italiano di Avicoltura del 1998, tenutosi a Reggio Emilia: i soggetti esposti hanno talmente convinto i giudici, che la Valdarno è tornata ad essere presente nella lista delle razze avicole riconosciute in Italia, con uno standard di purezza fedele a quello compilato da Maggi nel 1905.

## Caratteristiche morfologiche
La Valdarno appartiene alla categoria delle razze mediterranee, leggere, eleganti e di tipologia campagnola; somiglia molto alla più celebre Livorno, ma presenta numerose differenze.
Il tronco è lungo, largo e compatto. La testa è elegante e relativamente forte, dotata di una cresta semplice, molto grande e sviluppata, rossa con 5 o 6 denti ben delineati, portata perfettamente diritta nel gallo ed elegantemente piegata nella gallina dopo il secondo dente. Gli occhi sono rosso scuri, grandi e prominenti. I bargigli sono rosso accesi, lunghi e ben distesi, senza essere aperti davanti. La faccia è rossa e priva di peluria, mentre gli orecchioni sono ovali, lisci e perfettamente bianchi.
Il collo è di media lunghezza, leggermente arcuato e dotato di una ricca mantellina. Le spalle sono abbastanza larghe e il dorso è non molto lungo, largo sulle spalle e inclinato verso la coda nel gallo, mentre nella gallina è quasi orizzontale. Le ali sono piuttosto lunghe e aderenti al corpo. La coda è vistosa ma non molto sviluppata, e forma un angolo con la linea del dorso di 65/70° nel gallo e 50/55° nella gallina; le timoniere non sono aperte e le falciformi lunghe e ben ricurve.
Le zampe sono molto forti e con l'attaccatura nascosta dal tronco; i tarsi sono di colore ardesia scuro, lisci e nudi. Il petto è rotondo e portato in alto, mentre il ventre è ben sviluppato, soprattutto nella femmina. La pelle è bianca.
Il piumaggio è abbastanza largo e ben aderente, non eccessivamente morbido; non deve creare ringonfiamenti in entrambi i sessi.
Il peso è di kg 2,500/2,800 nel gallo e di kg 2,000/2,300 nella gallina.

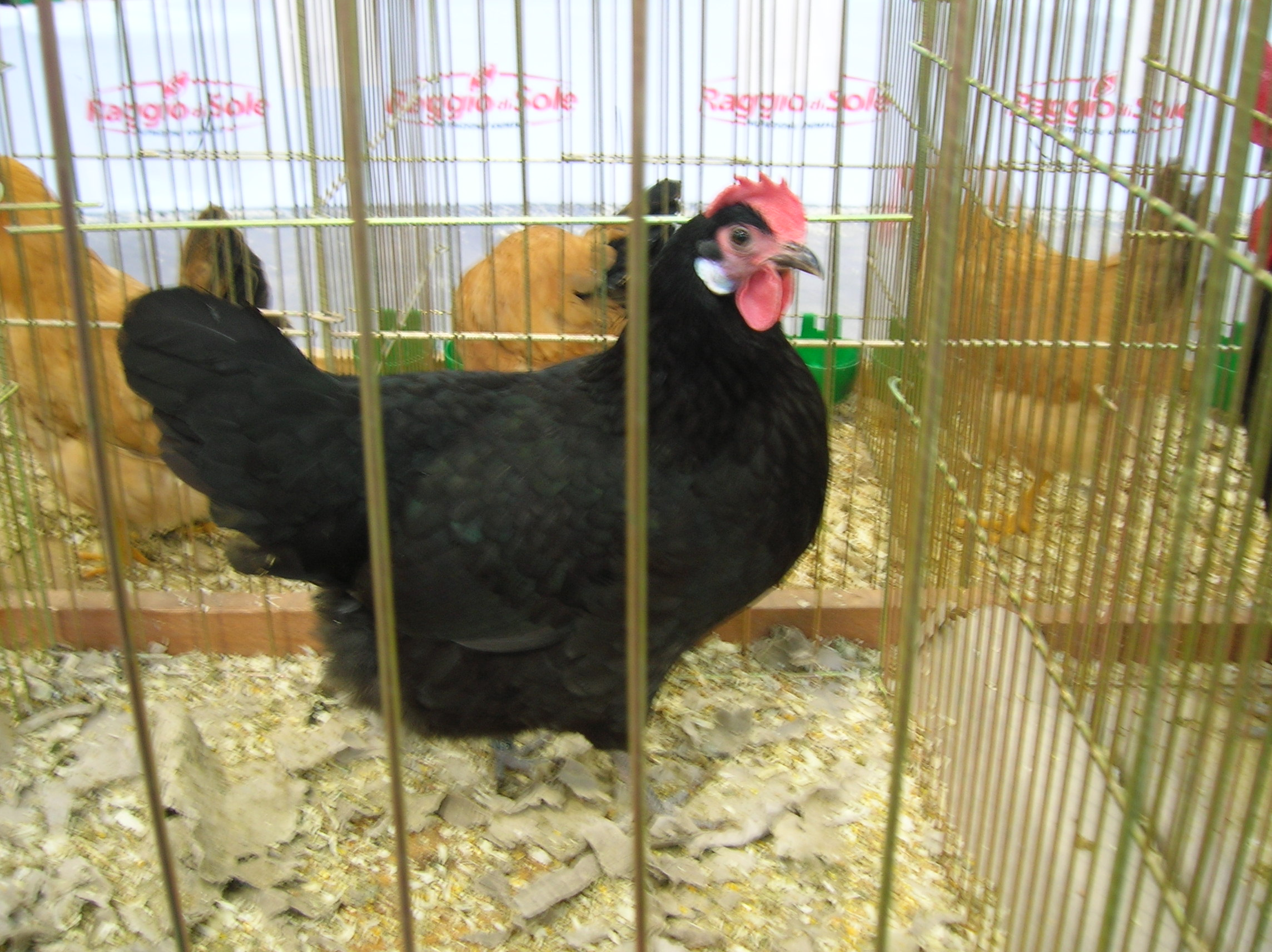
Gallina Valdarno ai Campionati Italiani di Avicoltura del 2009.

### Difetti gravi
Cresta poco sviluppata, piegata nel gallo o dritta nella gallina. Petto scarso e coda a scoiattolo. Orecchioni giallastri e/o macchiati di rosso.

## Colorazioni
È presente un'unica varietà di colore, la Nera.

## Qualità
La Valdarno è un uccello leggero e molto vivace, ottimo volatore e grande pascolatore. È un animale che necessita di vivere in spazi aperti, se tenuto al chiuso deperirebbe e adotterebbe comportamenti nervosi e stressati. Pur somigliando molto alla Livorno nera e all'Ancona, è una razza unica nel panorama avicolo italiano: si distingue infatti da tutte le altre per il colore scuro degli occhi e delle zampe e per la pelle bianca, caratteristica che ha nuociuto alla sua espansione. La crescita è molto precoce, così come l'impennamento e l'inizio della deposizione. È una razza rinomata per l'alta qualità delle sue carni e per l'ottima deposizione. La Valdarno viene allevata a scopo espositivo o per autoconsumo, è abbastanza rara in Italia e praticamente assente all'estero. Il guscio delle uova è bianco, e pesano circa 55 gr.